# Servicio Nacional del Patrimonio Cultural
El Servicio Nacional del Patrimonio Cultural (SERPAT) es el servicio público chileno, dependiente del Ministerio de las Culturas, las Artes y el Patrimonio, encargado de la ejecución e implementación de las políticas públicas en materia de patrimonio cultural, tanto material como inmaterial.
El organismo fue creado en 1929 como Dirección de Bibliotecas, Archivos y Museos (DIBAM), y adquirió su actual denominación y jurisprudencia el 28 de febrero de 2018.

## Historia

### Antecedentes
En 1813 fue creada la Biblioteca Nacional, y posteriormente van surgiendo, al alero del Estado, nuevas instituciones culturales que se encargan de resguardar el patrimonio artístico, histórico y científico del país.

### Dirección de Bibliotecas, Archivos y Museos (1929-2018)

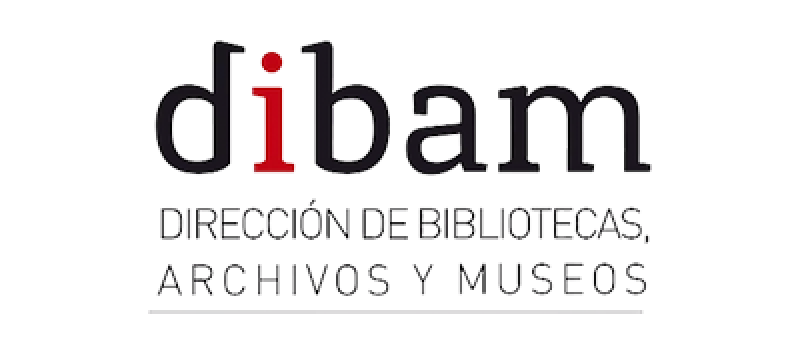
Logotipo oficial de la Dibam entre 1990 y 2018.

La Dirección de Bibliotecas, Archivos y Museos (DIBAM) fue fundada durante el gobierno del general Carlos Ibáñez del Campo, el 18 de noviembre de 1929. Se creó como una superintendencia en materia de cultura y reunió a las instituciones patrimoniales existentes: laBiblioteca Nacional y el Archivo Nacional, los museos de Historia Natural, de Bellas Artes, Histórico Nacional y el de Talca (hoy O’Higginiano y de Bellas Artes), los de Historia Natural de Valparaíso y de Concepción; el Registro Conservatorio de la Propiedad Intelectual (hoy dependiente del Departamento de Derechos Intelectuales), y la Biblioteca Santiago Severin de Valparaíso.
Con el tiempo se fue modificando el área de sus atribuciones y se le fueron agregando tareas especializadas como la conservación, restauración e investigación del patrimonio cultural tangible e intangible. También se sumaron nuevas instituciones y programas como la Biblioteca de Santiago y el programa Biblioredes.
La DIBAM mantuvo su estatus jurídico y dependencia del Ministerio de Educación hasta que el 4 de junio de 2003, durante la presidencia de Ricardo Lagos Escobar, el Congreso aprobó la creación del Consejo Nacional de la Cultura y las Artes.

### Institucionalidad actual (2018-)
Con la nueva legislación cultural vigente desde el 1 de marzo de 2018, que puso en marcha el Ministerio de las Culturas, las Artes y el Patrimonio, las entidades que conformaban la entonces Dirección de Bibliotecas, Archivos y Museos (DIBAM) y la Cineteca Nacional de Chile fueron absorbidas por el Servicio Nacional del Patrimonio Cultural.

## Funciones
Tiene por objeto implementar políticas y planes, y diseñar y ejecutar programas destinados a dar cumplimiento a las funciones del Ministerio, en materias relativas al folclor, culturas tradicionales, culturas y patrimonio indígena, patrimonio cultural material e inmaterial; e infraestructura patrimonial, como asimismo, a la participación ciudadana en los procesos de memoria colectiva y definición patrimonial, así como también como entidad ejecutora en las políticas nacionales del libro, la lectura y las bibliotecas. Para el cumplimiento de las funciones que correspondan al Servicio y a alguna de las subsecretarías, este debe coordinarse con la Subsecretaría respectiva. La administración y dirección superior del Servicio está a cargo de un Director nacional. Anteriormente, y hasta la entrada en vigencia en marzo de 2018 de la Ley N.º 21.045, promulgada el 13 de octubre de 2017 y publicada en el Diario Oficial el 3 de noviembre del mismo año, el director del servicio era a su vez el director de la Biblioteca Nacional. 
El Servicio se desconcentra territorialmente a través de las direcciones regionales, las cuales se implementan paulatinamente desde marzo de 2018, de esta forma, en cada región del país habrá un Director(a) regional que estarán supeditados al Director(a) nacional, cargo que actualmente ejerce la docente Nélida Pozo desde enero de 2023.
El servicio administra y organiza toda la red de bibliotecas públicas, es el ente coordinador de los museos estatales y está encargado por ley del resguardo del patrimonio tangible de tipo arqueológico, paleontológico, histórico, artístico, científico, bibliográfico y documental, así como también del patrimonio intangible, como son las expresiones culturales reconocidas como parte de la memoria de las comunidades locales. Asimismo, el servicio es el encargado de la inscripción legal de las obras protegidas por el derecho de autor y los derechos conexos a través del Departamento de Derechos Intelectuales. Las obras que forman parte del patrimonio industrial del país, se registran y regulan de manera separada por el Instituto Nacional de Propiedad Industrial (INAPI).

## Directores Nacionales

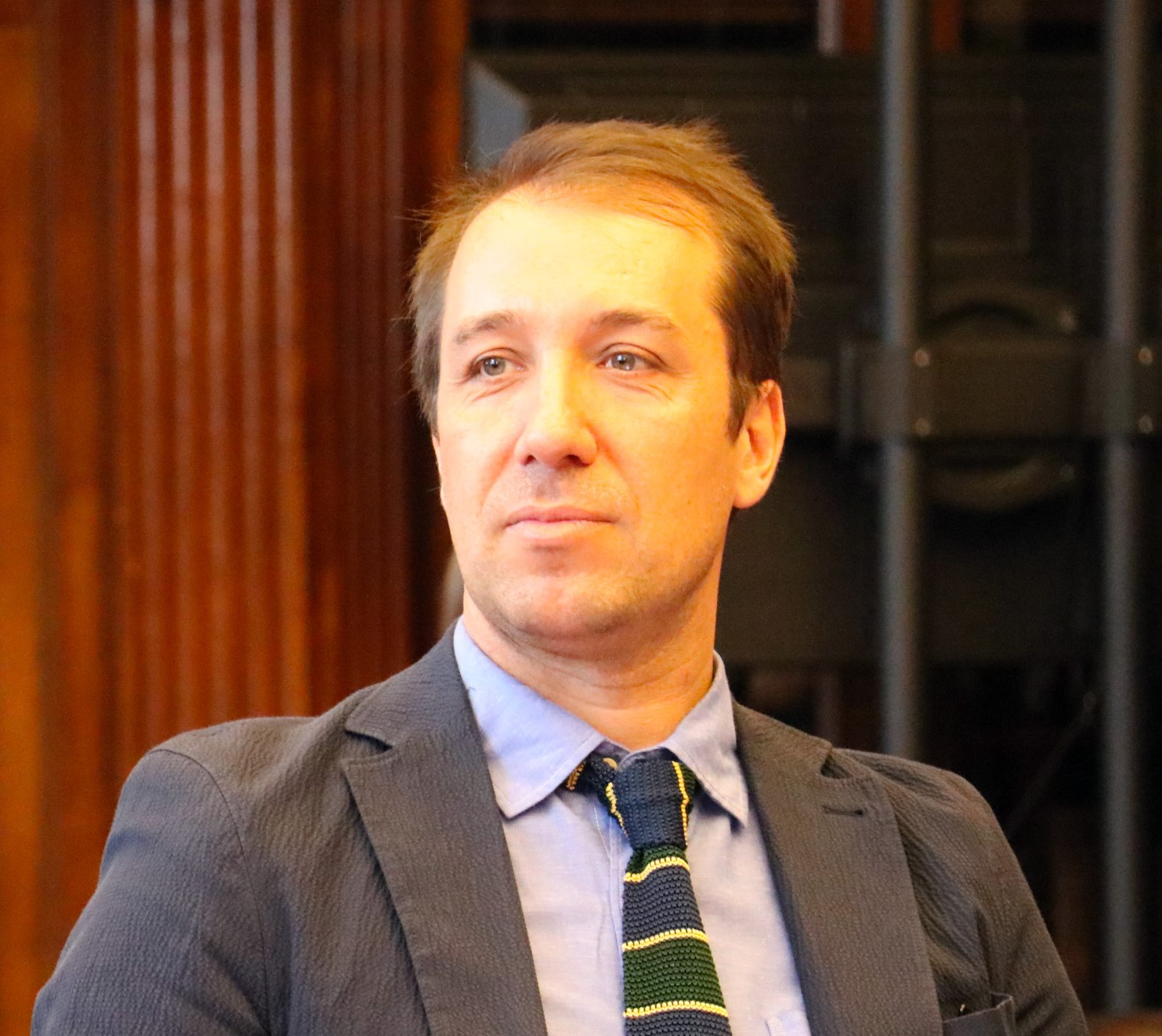
Carlos Maillet, director del organismo entre los años 2018 y 2022.

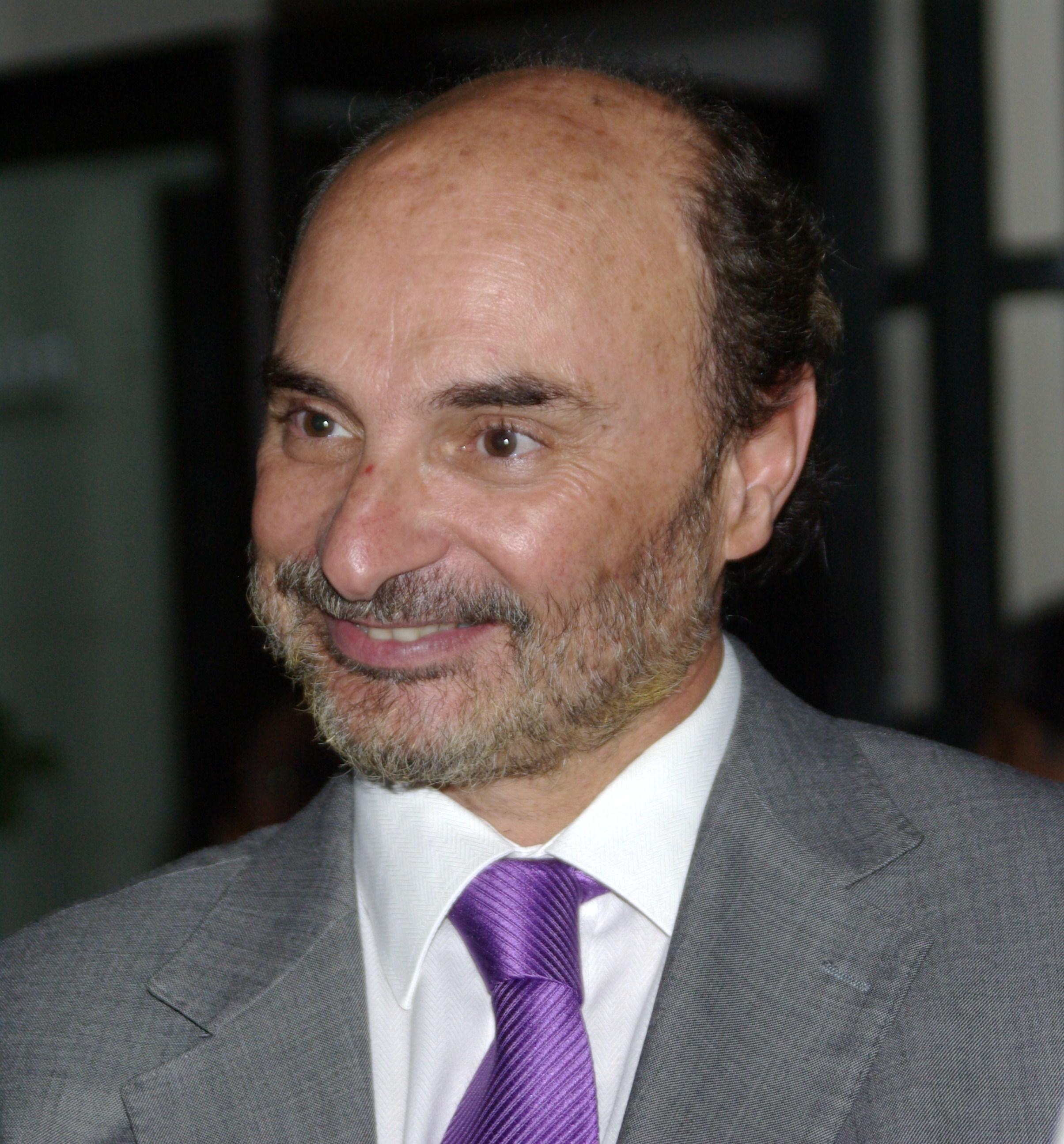
Ángel Cabeza, director del organismo entre los años 2015 y 2018.

| Nombre                                                       | Inicio                                                       | Final                                                        | Presidente(s)                                                                                 |
| Directores de la Dirección de Bibliotecas, Archivos y Museos | Directores de la Dirección de Bibliotecas, Archivos y Museos | Directores de la Dirección de Bibliotecas, Archivos y Museos | Directores de la Dirección de Bibliotecas, Archivos y Museos                                  |
| ------------------------------------------------------------ | ------------------------------------------------------------ | ------------------------------------------------------------ | --------------------------------------------------------------------------------------------- |
| Eduardo Barrios Hudtwalcker                                  | 1929                                                         | 1931                                                         | Carlos Ibáñez del Campo                                                                       |
| Tomás Thayer Ojeda                                           | 1931                                                         | 1932                                                         | Juan Esteban Montero Rodríguez                                                                |
| Alejandro Vicuña Pérez                                       | 1932                                                         | 1935                                                         | Arturo Alessandri Palma                                                                       |
| Gabriel Amunátegui Jordán                                    | 1935                                                         | 1947                                                         | Arturo Alessandri Palma Pedro Aguirre Cerda Juan Antonio Ríos Morales Gabriel González Videla |
| Augusto Iglesias Mascarragno                                 | 1948                                                         | 1953                                                         | Gabriel González Videla Carlos Ibáñez del Campo                                               |
| Eduardo Barrios Hudtwalcker                                  | 1953                                                         | 1960                                                         | Carlos Ibáñez del Campo Jorge Alessandri Rodríguez                                            |
| Guillermo Feliú Cruz                                         | 1960                                                         | 1966                                                         | Jorge Alessandri Rodríguez Eduardo Frei Montalva                                              |
| Roque Esteban Scarpa                                         | 1967                                                         | 1971                                                         | Eduardo Frei Montalva Salvador Allende Gossens                                                |
| Juvencio Valle                                               | 1971                                                         | 1973                                                         | Salvador Allende Gossens                                                                      |
| Roque Esteban Scarpa                                         | 1973                                                         | 1977                                                         | Augusto Pinochet Ugarte                                                                       |
| Enrique Campos Menéndez                                      | 1977                                                         | 1986                                                         | Augusto Pinochet Ugarte                                                                       |
| Mario Arnello Romo                                           | 1986                                                         | 1990                                                         | Augusto Pinochet Ugarte                                                                       |
| Sergio Villalobos Rivera                                     | 1990                                                         | 1993                                                         | Patricio Aylwin Azócar                                                                        |
| Marta Cruz-Coke Madrid                                       | 1993                                                         | 2000                                                         | Patricio Aylwin Azócar Eduardo Frei Ruiz-Tagle                                                |
| Clara Budnik Sinay                                           | 2000                                                         | 2006                                                         | Ricardo Lagos Escobar                                                                         |
| Nivia Palma Manríquez                                        | 2006                                                         | 2010                                                         | Michelle Bachelet Jeria                                                                       |
| Magdalena Krebs Kaulen                                       | 2010                                                         | 2014                                                         | Sebastián Piñera Echenique                                                                    |
| Alan Trampe                                                  | 2014                                                         | 2015                                                         | Michelle Bachelet Jeria                                                                       |
| Ángel Cabeza Monteira                                        | 2015                                                         | 2018                                                         | Michelle Bachelet Jeria                                                                       |
| Directores del Servicio Nacional del Patrimonio Cultural     |                                                              |                                                              |                                                                                               |
| Ángel Cabeza Monteira                                        | 2018                                                         | 2018                                                         | Michelle Bachelet Jeria Sebastián Piñera Echenique                                            |
| Carlos Maillet Aránguiz                                      | 2018                                                         | 2022                                                         | Sebastián Piñera Echenique Gabriel Boric Font                                                 |
| Roberto Concha Mathiesen                                     | 2022                                                         | 2023                                                         | Gabriel Boric Font                                                                            |
| Nélida Pozo                                                  | 2023                                                         |                                                              | Gabriel Boric Font                                                                            |

## Organización
Las siguientes instituciones son parte integrante del Servicio Nacional del Patrimonio Cultural y se relacionan directamente con el director nacional:
- Biblioteca Nacional
- Archivo Nacional
- Museo Nacional de Bellas Artes
- Museo Histórico Nacional
- Museo Nacional de Historia Natural
- Cineteca Nacional
- Secretaría Técnica del Consejo de Monumentos Nacionales
- Sistemas de Museos, Bibliotecas y Archivos
- Sistema Nacional de Archivos
- Sistema Nacional de Bibliotecas Públicas

### Instituciones nacionales

#### Biblioteca Nacional
Es la institución cultural más antigua del país y su principal centro bibliográfico patrimonial. Su misión es recopilar, preservar y difundir diversos materiales bibliográficos, impresos, registros de audiovisuales, partituras, manuscritos, mapas, fotografías, revistas, periódicos y archivos digitales, que son parte fundamental del patrimonio cultural chileno.
La Biblioteca Nacional recibe anualmente más de 300 mil usuarios presenciales y cerca de 2 millones de consultas en sus salas. Entrega acceso en línea al catálogo bibliográfico, información de referencia, visitas guiadas, préstamos a domicilio, material bibliográfico para ciegos, entre otros. Además, ofrece servicios a través de Internet, entre los que destacan Bibliotecario en línea, Memoria Chilena y Chile para niños.

#### Museo Nacional de Historia Natural
Fue fundado el 14 de septiembre de 1830 por el naturalista francés Claudio Gay, siendo uno de los museos más antiguos de América. Su misión es generar conocimiento y valoración del patrimonio natural y cultural de Chile mediante experiencias memorables.
Desde 1876, el museo ocupa el edificio de estilo neoclásico del Parque Quinta Normal de Santiago el cual fue construido por el arquitecto francés Paul Lathoud para la Primera Exposición Internacional realizada en 1875.

#### Museo Nacional de Bellas Artes
Se fundó el 18 de septiembre de 1880, con el nombre de Museo Nacional de Pinturas y se instaló en los altos del Congreso Nacional. Más tarde se llamó a un concurso para construir un edificio que albergara al museo y que fuera un lugar de formación para los artistas chilenos. Fue seleccionado el proyecto del arquitecto Emilio Jecquier, y el Museo y la Escuela de Bellas Artes fueron inaugurados oficialmente con una gran Exposición Internacional, el 21 de septiembre de 1910, acto inserto en las Fiestas del Centenario de la Independencia de Chile.
En el Museo Nacional de Bellas Artes se conservan obras chilenas y extranjeras desde la Colonia hasta nuestros días, incluyendo pinturas, esculturas, grabados, dibujos, fotografías y multimedia.

#### Museo Histórico Nacional
Fue creado el 2 de mayo de 1911 en el marco de las celebraciones del Centenario de la Independencia de Chile, y desde 1982 se ubica en el Palacio de la Real Audiencia de 1808, antigua sede del gobierno colonial y primer Palacio de Gobierno.
Este museo busca facilitar a la comunidad el acceso al conocimiento y recreación de la historia del país, para que se reconozca en ella a través del acopio, conservación, investigación y difusión del patrimonio tangible e intangible que constituye la memoria histórica de Chile.

### Sistemas de Museos, Bibliotecas y Archivos

#### Sistema Nacional de Museos
El Sistema Nacional de Museos tiene por objeto contribuir a una gestión eficaz y eficiente de los museos, brindarles asesoría técnica, aportar en su desarrollo y promover la coordinación y colaboración entre museos públicos y privados.
Dependen del Sistema algunos de los siguientes museos públicos:
- Museo de Antofagasta
- Museo Regional de Atacama
- Museo Arqueológico de La Serena
- Museo Gabriel González Videla
- Museo Gabriela Mistral de Vicuña
- Museo del Limarí
- Museo de Historia Natural de Valparaíso
- Museo Antropológico Padre Sebastián Englert
- Museo de Artes Decorativas
- Museo Histórico Dominico
- Museo Nacional Benjamín Vicuña Mackenna
- Museo de la Educación Gabriela Mistral
- Museo Nacional de Bellas Artes
- Museo Histórico Nacional
- Museo Nacional de Historia Natural
- Museo Regional de Rancagua
- Museo Histórico O'Higginiano y de Bellas Artes de Talca
- Museo de Arte y Artesanía de Linares
- Museo Histórico de Yerbas Buenas
- Museo de Historia Natural de Concepción
- Museo Mapuche de Cañete
- Museo Regional de la Araucanía
- Museo de Sitio Castillo de Niebla
- Museo Regional de Ancud
- Museo Regional de Aysén
- Museo Regional de Magallanes
- Museo Antropológico Martín Gusinde

#### Sistema Nacional de Bibliotecas Públicas (SNBP)
El Sistema Nacional de Bibliotecas Públicas es un organismo que tiene como objetivo otorgar asesoría técnica y capacitación; y promover, difundir, desarrollar, fortalecer y coordinar al conjunto de bibliotecas públicas que lo integren, promoviendo la creación y el desarrollo de ellas.
Dependen de este sistema las bibliotecas regionales de Atacama, Coquimbo, Valparaíso, Santiago, Maule, Los Lagos y Aysén, el programa Bibliometro con 20 puntos de préstamos en la red del Metro de Santiago y el programa Bibliotrén ubicado en los jardines de la Biblioteca Nacional, el programa Biblioredes (acortamiento de brecha digital) y otros servicios que buscan acercar la lectura a públicos diversos.

#### Sistema Nacional de Archivos
El Sistema Nacional de Archivos está compuesto por el Archivo Nacional de Chile, los archivos regionales y los demás archivos privados que se integren al sistema voluntariamente. Tiene por objetivo supervisar la aplicación de las políticas y normas administrativas y técnicas para el funcionamiento de los archivos que integren dicho sistema.
De ella dependen el Archivo Nacional Histórico, el Archivo Nacional de la Administración y los archivos regionales de Tarapacá y la Araucanía.

### Otras instituciones

#### Centro de Investigaciones Diego Barros Arana
El Centro de Investigaciones Diego Barros Arana de la SERPAT, creado en 1990, tiene como funciones desarrollar investigación del más alto nivel en las áreas de Historia y Ciencias Sociales; promover la publicación de monografías y colecciones de fuentes que junto con poner en valor el patrimonio cultural, ofrezcan nuevas interpretaciones de la trayectoria histórica y la realidad social chilena; y desarrollar actividades de extensión que permitan dar a conocer a la comunidad académica sus trabajos y los de los investigadores y profesionales de la SERPAT.

#### Centro Nacional de Conservación y Restauración
Creado el 1 de octubre del año 1982, el Centro Nacional de Conservación y Restauración presta servicios especializados en conservación, restauración e investigación del patrimonio cultural del país. Actualmente cuenta con áreas de Arqueología, Monumentos, Papel, Pintura, Análisis, Documentación Visual y la Unidad de Geoinformación del Patrimonio.

#### Departamento de Derechos Intelectuales
El año 1834 se publicó la primera ley chilena de derechos de autor con la que se estableció una relación entre la labor registral y la Biblioteca Nacional. Este Registro de Propiedad Intelectual desde el año 1929 forma parte del Servicio Nacional de Patrimonio Cultural (SERPAT), anteriormente Dirección de Bibliotecas, Archivos y Museos. El Departamento de Derechos Intelectuales es el encargado de promover y fortalecer la protección de los derechos de autor y los derechos conexos, contribuyendo con ello a la formación, desarrollo y sustentación de una cultura nacional de respeto por los derechos de propiedad intelectual sobre obras literarias, artísticas y científicas.